# Gram

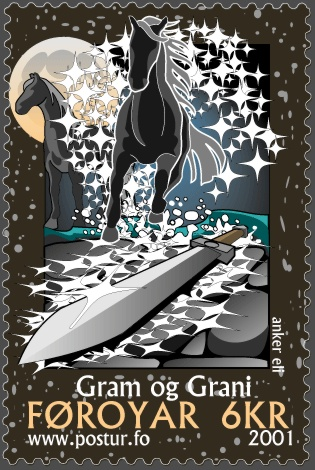
El corcel Grane y la espada Gram en un sello postal feroés.

En la mitología escandinava, Gram era el nombre de la espada que Sigurd (Sigfrido) usó para matar al dragón Fafner. Fue forjada por Völundr, el herrero mágico, y originalmente pertenecía a su padre, Sigmund, quien la recibió en el salón de los Volsung tras quitarla del tronco donde Odín la había enterrado. Nadie más la pudo sacar. La espada fue destruida y reforjada al menos una vez. Tras ser reforjada, partió un yunque por la mitad.
En el Cantar de los nibelungos (Nibelungenlied), la espada de Sigfrido es llamada Balmung, a veces Palmunc. En el ciclo de óperas Der Ring des Nibelungen ("El anillo del nibelungo") de Richard Wagner, la espada se denomina Notung (o "Nothung"), es decir, "la necesaria".

## Apariciones en la cultura popular
La espada Balmung hace aparición como un arma sagrada en el videojuego Fire Emblem: Seisen no Keifu. Gram es el nombre de una espada en el videojuego Castlevania: Symphony of the Night y Balmung se usa también como el nombre de un arma en Castlevania: Aria of Sorrow y Castlevania: Dawn of Sorrow. Por raro que parezca, una espada llamada Gram está también presente en Aria of Sorrow, siendo redundante. Balmung es asimismo el nombre de un legendario personaje en las series .hack, aunque no hay una relación directa entre esto y la historia de la espada. Aparece en todos los .hack, aunque sea solo mencionándolo. Gram es un artefacto en Valkyrie Profile, que es un arma equipable para espadachines. En la saga de videojuegos Soul Calibur, Gram (mal romanizada como "Glam") es un arma típica de Siegfried Schtauffen, quien probablemente está basado en el héroe Sigurd. Además, una de las dos versiones de su espada "Réquiem" es la Gram tras ser reforjada. En el Ragnarok Online, el Balmung es el arma más poderosa del juego - pero es solo accesible a los GMs (Game Masters, administradores).
La espada Balmung también aparece como la espada mágica del rey Alric, que lanza rayos a todos los adyacentes cuando es blandida, en el juego Myth II: Soulblighter.
En el anime Saint Seiya se menciona la espada Balmung, cuyo poder liberará a Hilda de Polaris de la posesión del anillo Nibelungo.
En la novela visual Fate/stay night, Gram fue una espada demoníaca que sirvió de base para Caliburn, la primera espada de Saber, y a la vez fue basada en Merodach, la cual está en el Gate of Babilon de Gilgamesh. Igualmente, en la novela ligera Fate/Apocrypha, la espada Balmung aparece como el Fantasma Noble del Sirviente Siegfried (Saber of Black).
Gram también es el nombre de la lanza de Gallantmon en el anime Digimon Tamers.
En la Crónica del Asesino de Reyes, Gram es un objeto mágico que protege contra los Vínculos.
En la serie de novelas ligeras Sword Art Online, Gram es una espada demoníaca blandida por Eugene, general del ejército de Salamanders, en el juego Alfheim Online.
En el MMORPG Shaiya, Gram aparece como un mandoble de nivel medio, que puede ser utilizada por los luchadores de la Alianza de la Luz.
En Hora de Aventuras, la espada de Billy se llama Nothung.
En la franquicia Yu-Gi-Oh!, existen dos cartas que aluden a Nothung: la Carta de Monstruo "Alanegra - Nothung la Luz de Estrella" y la Carta Mágica de Equipo "Espada Encantada Nothung", exclusiva del anime. Como Balmung, es aludida en la Carta de Monstruo "Luchador del Inframundo Balmung", y, como Gram, lo es en las Cartas de Monstruo "Alanegra - Gram la Estrella Brillante" y "Dracounidad Arma Gram".
En la serie de novelas ligeras High School DxD, Gram, Balmung y Nothung son espadas demoníacas utilizada por Kiba Yuuto, caballero de la demonio de clase alta Rias Gremory, la obtiene después de una batalla contra Sigifred perteneciente a la Brigada del Caos.
En el popular videojuego llamado Warframe hay una espada con el mismo nombre.